# دينة دورون
دينة دورون (بالعبرية: דינה דורון‏) هي ممثلة إسرائيلية، ولدت في القرن العشرين في العفولة في إسرائيل.

## أعمال

### أفلام
- لا تعبث مع زوهان[6]
- يسوع

## وصلات خارجية
- دينة دورون على موقع IMDb (الإنجليزية)
- دينة دورون على موقع قاعدة بيانات الفيلم (الإنجليزية)